# Vespa 400

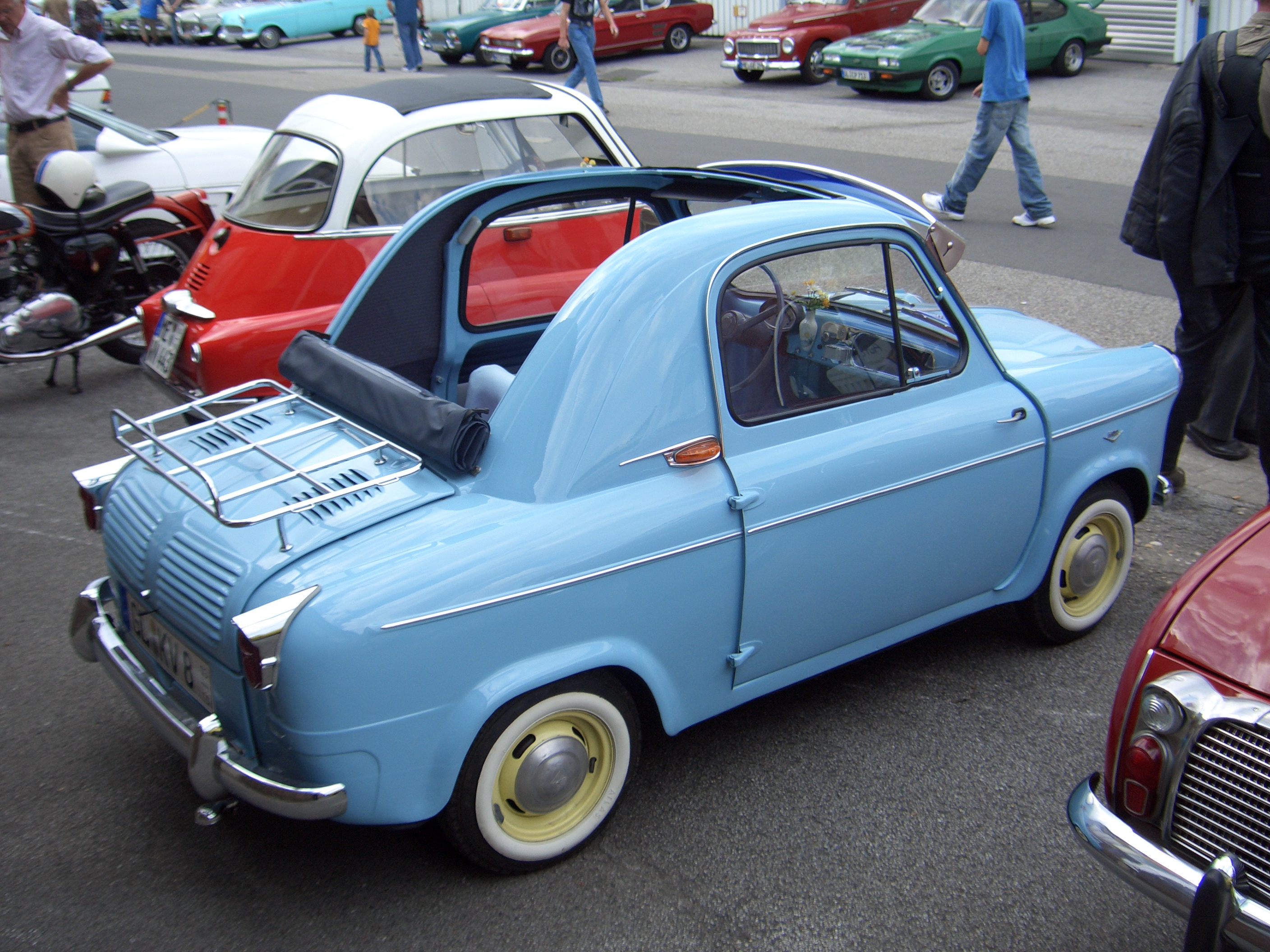

Vespa 400 var en italiensk mikrobil, som tillverkades i Frankrike, i Fourchambault, mellan 1957 och 1961. 

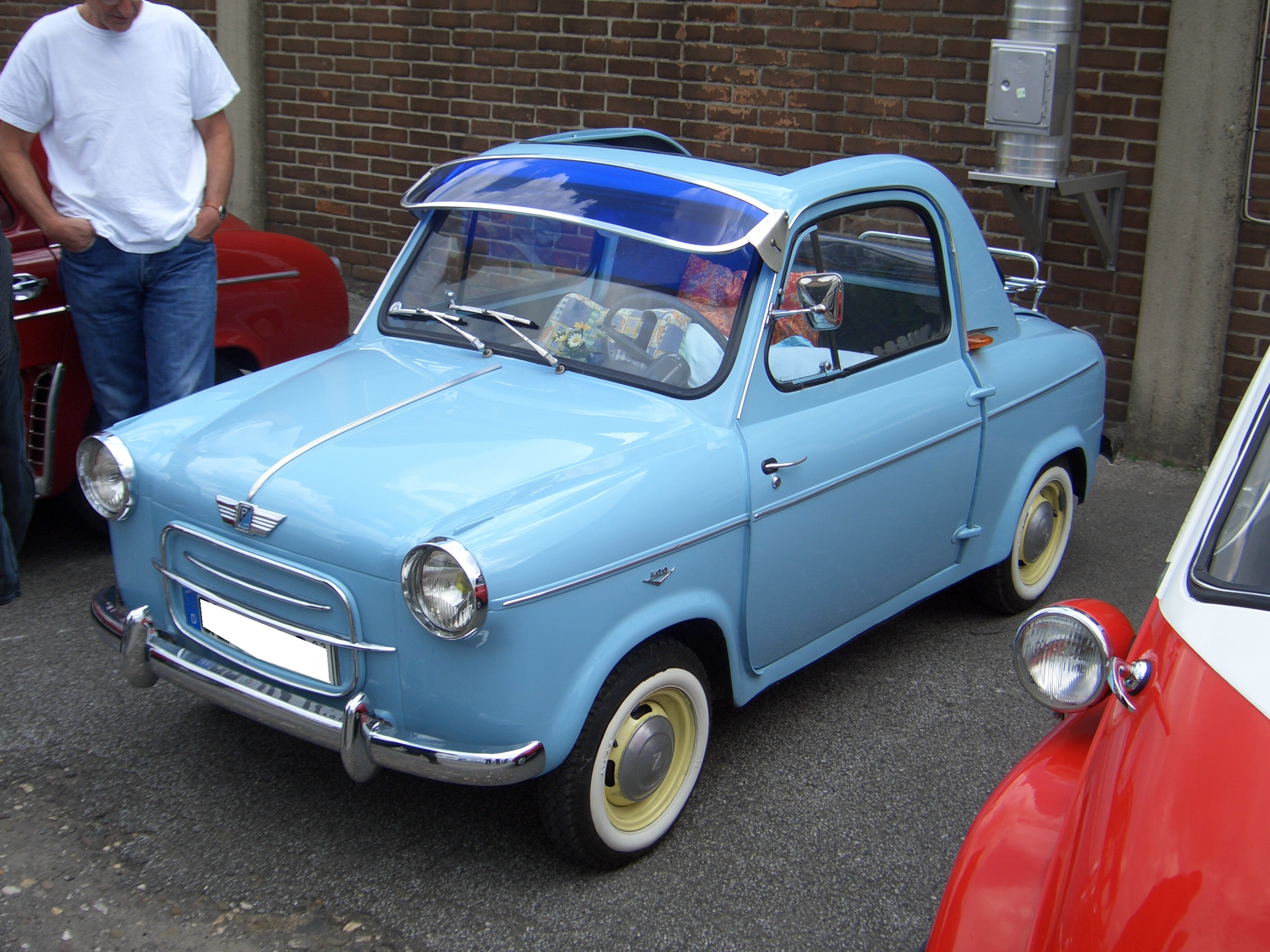
Vespa 400

Den hade konstruerats av scootertillverkaren Piaggio (Vespa). Då man fruktade konkurrens från Fiats nya 500, bestämde man sig för Frankrike som tillverkningsland.
Bilen hade en tvåcylindrig tvåtaktsmotor på 14 hk, monterad bak. Den hade plats för två vuxna och två mindre barn, eller bagage. Soltaket gick ända ned till motorluckan.
Försäljningen gick bra, det första året producerades cirka 12 000 bilar. Sedan sjönk försäljningen successivt, och 1961 såg man sig nödsakad att lägga ned tillverkningen, och bara ägna sig åt scooterproduktionen.
I Sverige finns ett litet antal, en del av dem renoverade.